# Жанаталапський сільський округ (Хобдинський район)
Жанатала́пський сільський округ (каз. Жаңаталап ауылдық округі, рос. Жанаталапский сельский округ) — колишня адміністративна одиниця у складі Хобдинського району Актюбінської області Казахстану. Адміністративний центр та єдиний населений пункт — аул Жанаталап.
Населення — 502 особи (2009; 924 у 1999).

## Історія
1997 року до складу сільського округу була включена територія ліквідованого Терісакканського сільського округу згідно з рішенням масліхату Актюбінської області від 30 травня 1997 року № 3.
Село Жайилма було ліквідовано згідно з рішенням Актюбінського обласного масліхату від 17 жовтня 2012 року № 69 та постановою Актюбінського обласного акімату від 17 жовтня 2012 року № 349.
У 2017 році ліквідовано та приєднано до Терісакканського сільського округу.

## Склад
До складу округу входять такі населені пункти:
| Населений пункт | Населення, осіб (1999) | Населення, осіб (2009) |
| --------------- | ---------------------- | ---------------------- |
| Жанаталап, аул  | 872                    | 492                    |
| Жайилма, аул    | 52                     | 10                     |